# Los Cerrillos (Córdoba)
Los Cerrillos es una localidad situada en el departamento San Javier, provincia de Córdoba, Argentina.
Se encuentra situada a 27 km de la ciudad de Villa Dolores y a 235 km de la Ciudad de Córdoba, en el valle de Traslasierra.
Su principal actividad económica es la agricultura. Entre los principales cultivos se encuentran la papa, la soja, el ajo, la cebolla, los árboles frutales y las plantas medicinales.
Las fiestas que se realizan en esta localidad son: Los Corsos Cerrillenses entre febrero y marzo, el Locro Tour entre abril y mayo, la fiesta por la fundación del pueblo en julio y la Fiesta Provincial de la Papa, que se realiza en diciembre.

## Geografía

### Población
Cuenta con 2599 habitantes (Indec, 2022), lo que representa un incremento del 12% frente a los 2283 habitantes (Indec, 2010) del censo anterior.Es la 3.ª comuna de la provincia en orden a su población.
| Gráfica de evolución demográfica de Los Cerrillos entre 1991 y 2022 |
|                                                                     |
| Fuente: Censos nacionales del INDEC                                 |

### Sismicidad
La sismicidad de la región de Córdoba es frecuente y de intensidad baja, y un silencio sísmico de terremotos medios a graves cada 30 años en áreas aleatorias. Sus últimas expresiones se produjeron:
- 22 de septiembre de 1908 (116 años), a las 17.00 UTC-3, con 6,5 Richter, escala de Mercalli VII; ubicación 30°30′0″S 64°30′0″O / -30.50000, -64.50000; profundidad: 100 km; produjo daños en Deán Funes, Cruz del Eje y Soto, provincia de Córdoba, y en el sur de las provincias de Santiago del Estero, La Rioja y Catamarca[4]

- 16 de enero de 1947 (78 años), a las 2.37 UTC-3, con una magnitud aproximadamente de 5,5 en la escala de Richter (terremoto de Córdoba de 1947)[3]

- 28 de marzo de 1955 (70 años), a las 6.20 UTC-3 con 6,9 Richter: además de la gravedad física del fenómeno se unió el desconocimiento absoluto de la población a estos eventos recurrentes (terremoto de Villa Giardino de 1955)

- 7 de septiembre de 2004 (20 años), a las 8.53 UTC-3 con 4,1 Richter

- 25 de diciembre de 2009 (15 años), a las 21.42 UTC-3 con 4,0 Richter